# ピーターソン反応
ピーターソン反応（‐はんのう、Peterson reaction）とは、有機化学における合成反応のひとつで、α位にシリル基（有機ケイ素基）を持つカルバニオン 1 がケトン、またはアルデヒドと反応して β-ヒドロキシシラン 2 を生じ、続く脱離反応によりアルケン 3 を与える反応である。

## 反応機構
ピーターソン反応の特長は、炭素-炭素結合生成で得られる β-ヒドロキシシランを単離できる場合に、脱離生成物となるアルケンのシス体、トランス体を作り分けられることである。β-ヒドロキシシランを塩基、あるいは酸で処理すると、それぞれ反対の立体配置を持つアルケンが得られる。

### 塩基による脱離反応
β-ヒドロキシシラン 1 を塩基で処理すると、中間体 2 または 3 からケイ素と酸素が協奏的にシン脱離し、アルケンが得られる。5配位型ケイ素中間体 3 を含む経路が有力と考えられているが、現在までその証拠は得られていない。

### 酸による脱離反応
β-ヒドロキシシラン 1 を酸で処理すると、ヒドロキシ基がプロトン化され、そこからケイ素と酸素とがアンチ脱離（E2脱離）したアルケンが生成物となる。

### 置換基の影響
α-シリルカルバニオンがアルキル基、水素、または電子供与基からなる場合に、ピーターソン反応で生成するアルケンの立体が制御可能となる。中間体の β-ヒドロキシシランが低温で単離できるからである。
β-ヒドロキシシランが単離できれば、そのジアステレオマーを分離し、その片方を酸で、もう一方を塩基で処理すれば、同じ立体のアルケンとなる 。

電子求引基が存在する場合は、β-ヒドロキシシランからの脱離が速やかに起こるため、ピーターソン反応は直接アルケンまで進行する。そのときのアルケンの立体は、塩基による脱離生成物のものとなる。